# Внутрішня Британська Колумбія
Внутрішня Британська Колумбія (англ. British Columbia Interior) — географічний регіон канадської провінції Британська Колумбія. Хоча точні межі визначаються по-різному, внутрішні райони Британської Колумбії зазвичай включають 14 регіональних округів, які не мають узбережжя вздовж Тихого океану чи моря Селіш і не є частиною Нижнього материка. Інші межі можуть виключати частини або навіть цілі регіональні округи або включити регіональні округи Фрейзер-Веллі, Скваміш-Лілует і Кітімат-Стікін.
14 регіональних округів Британської Колумбії, де проживає трохи менше 1 мільйона людей, містять багато міст, містечок, аеропортів і пов'язаних з ними регіональних, провінційних і національних парків, з'єднаних мережею автомагістралей і залізниць провінції. Регіон відомий своєю складністю рельєфу. В екології регіону переважають хвойні ліси помірного поясу з ділянками альпійської тундри на вершинах численних гірських хребтів.

## Регіональні округи
Нижче наведено 14 регіональних округів Британської Колумбії, визначених як такі, що належать до внутрішнього регіону:
| Регіональні округи  | Населення (2016) | Площа (km2) | Густота (/km2) | Адміністративний центр |
| ------------------- | ---------------- | ----------- | -------------- | ---------------------- |
| Балклі-Нечако       | 37 896           | 73 361      | 0,52           | Бернс-Лейк             |
| Карібу              | 61 988           | 80 609      | 0,77           | Вільямс-Лейк           |
| Сентрал-Кутеней     | 59 517           | 22 095      | 2,7            | Нельсон                |
| Сентрал-Оканаган    | 194 882          | 2905        | 67,1           | Келоуна                |
| Коламбія-Шусвап     | 51 366           | 28 929      | 1,8            | Салмон-Арм             |
| Іст-Кутеней         | 60 439           | 27 543      | 2,2            | Кренбрук               |
| Фрейзер-Форт-Джордж | 94 506           | 50 676      | 1,9            | Принс-Джордж           |
| Кутеней-Баундері    | 31 447           | 8082        | 3,9            | Трейл                  |
| Норт-Оканаган       | 84 354           | 7503        | 11,2           | Колдстрім              |
| Нортерн-Рокіс       | 5393             | 85 111      | 0,06           | Форт-Нельсон           |
| Оканаган-Сімілкамін | 83 022           | 10 414      | 8,0            | Пентіктон              |
| Піс-Ривер           | 62 942           | 117 391     | 0,54           | Довсон-Крік            |
| Стекін              | 740              | 118 663     | 0,01           | (n/a)*                 |
| Томпсон-Нікола      | 132 663          | 44 448      | 3,0            | Камлупс                |